# Robbi Chong
Robbi Chong (Vancouver, 28 mei 1965) is een Canadese actrice en voormalig model.

## Biografie
Chong werd geboren in Vancouver als dochter van Tommy Chong. Haar vader is van Schotse, Ierse, Franse en Chinese afkomst, en haar moeder is van Afro-Canadese en Cherokeese afkomst. Chong is een zus van Rae Dawn en Marcus. Chong begon haar carrière als model, zij heeft van 1983 tot en met 1988 gewerkt als model in Parijs.
Chong begon in 1984 met acteren in de film Cheech & Chong's The Corsican Brothers, waarna zij nog meerdere rollen speelde in films en televisieseries. Zij is vooral bekend van haar rol als Alexandra Moreau in de televisieserie Poltergeist: The Legacy waar zij in 87 afleveringen speelde (1996-1999).

## Filmografie

### Films
Uitgezonderd korte films.
- 2015 Only God Can - als Patrice
- 2007 Shelter – als receptioniste
- 2005 Ellie Parker – als actrice studente
- 2000 Red Shoe Diaries 12: Girl on a Bike – als de professor
- 1994 Jimmy Hollywood – als secretaresse castingbureau
- 1993 The Evil Inside Me – als Bobbie
- 1990 Far Out Man – als danseres
- 1987 Sécurité publique – als Suzannah
- 1984 Cheech & Chong's The Corsican Brothers – als prinses

### Televisieseries
Uitgezonderd eenmalige gastrollen.
- 1996-1999 Poltergeist: The Legacy – als Alexandra Moreau – 87 afl.

- Library of Congress Control Number: n2015065979
- Virtual International Authority File: 125144782712329249048
- WorldCat: E39PBJy4jmRw6VXMmW8rWD4H4q